# JK Racing Asia Series
| JK Racing Asia Series    | JK Racing Asia Series |
| ------------------------ | --------------------- |
| Kategoria                | Wyścigi samochodowe   |
| Region                   | Azja                  |
| Pierwszy sezon           | 2003                  |
| Ostatni sezon            | 2012                  |
| Nadwozie                 | Mygale                |
| Silnik                   | BMW                   |
| Opony                    | JK Tyre               |
| Ostatni mistrz kierowców | Aston Hare            |
| Ostatni mistrz zespołów  | EuroInternational     |

JK Racing Asia Series (dawniej Azjatycka Formuła BMW oraz Pacyficzna Formuła BMW) – seria wyścigowa samochodów jednomiejscowych organizowana w latach 2003-2012 w Azji przez Motorsport Asia Limited. Zastąpiła Azjatycką Formułę 2000. Początkowo był to azjatycki odpowiednik Formuły BMW. Po odejściu BMW w 2011 roku nowym sponsorem został koncern JK Tyre.

## Mistrzowie
| Sezon | Oficjalna nazwa serii | Mistrz            | Zespół                   |
| ----- | --------------------- | ----------------- | ------------------------ |
| 2003  | Formula BMW Asia      | Ho-Pin Tung       | Team Meritus             |
| 2004  | Formula BMW Asia      | Marchy Lee        | Team Meritus             |
| 2005  | Formula BMW Asia      | Salman Al Khalifa | Team E-Rain              |
| 2006  | Formula BMW Asia      | Earl Bamber       | Team Meritus             |
| 2007  | Formula BMW Asia      | Jazeman Jaafar    | CIMB Qi-Meritus          |
| 2008  | Formula BMW Pacific   | Ross Jamison      | Team Meritus             |
| 2009  | Formula BMW Pacific   | Rio Haryanto      | Questnet Team Qi-Meritus |
| 2010  | Formula BMW Pacific   | Richard Bradley   | Eurasia Motorsport       |
| 2011  | JK Racing Asia Series | Lucas Auer        | EuroInternational        |
| 2012  | JK Racing Asia Series | Aston Hare        | EuroInternational        |